# Wit-Russische Grieks-Katholieke Kerk

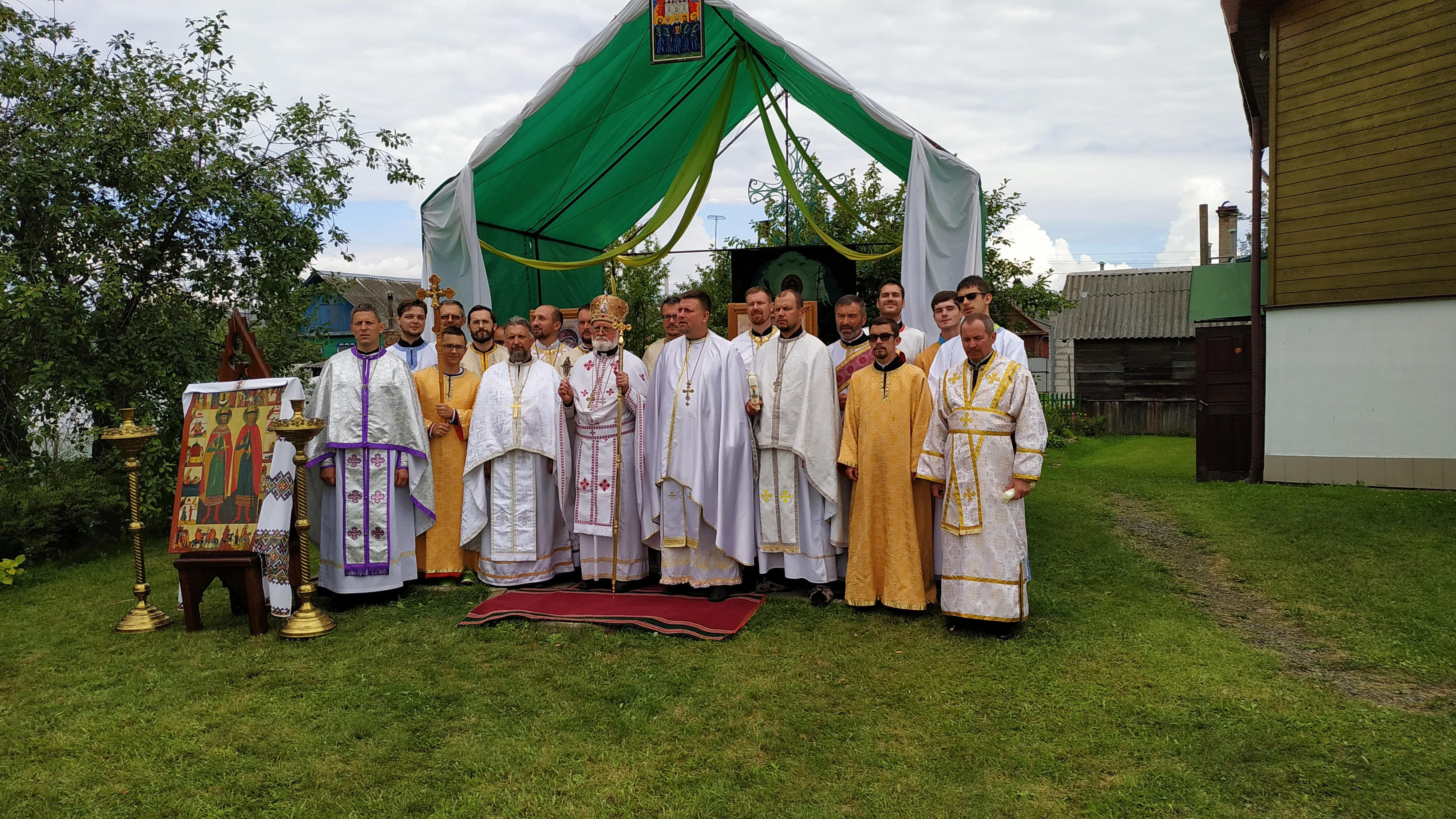
Geestelijken van de Wit-Russische Grieks-Katholieke Kerk

De Wit-Russische Grieks-Katholieke Kerk (Wit-Russisch: Беларуская грэка-каталіцкая (уніяцкая) царква, Belaruskaja greka-katalizkaja (unijazkaja) Tsarkva; Russisch: Белорусская греко-католическая церковь, Belaruskaja Greka-Kataliskaja tserkov) behoort tot de oosters-katholieke kerken. Zij volgt de Byzantijnse ritus; de liturgische taal is Wit-Russisch en de gelovigen gebruiken de gregoriaanse kalender.

## Geschiedenis
In 1596 werd tijdens de Synode van Brest besloten de Kerk in Polen-Litouwen - waarvan het huidige Wit-Rusland en een groot deel van het huidige Oekraïne deel uitmaakten - onder het gezag van de paus van Rome te plaatsen. Hierdoor ontstonden geünieerde oosters-katholieke kerken. Onder meer de Oekraïense Grieks-Katholieke Kerk vindt hier haar oorsprong.
Met de Poolse Delingen (1773/1793/1795) kwam het huidige Wit-Rusland toe aan Rusland. Zowel de orthodoxe als de geünieerde christenen werden verplicht zich aan te sluiten bij de Russisch-Orthodoxe Kerk.
Tijdens de Duitse bezetting, gedurende de Tweede Wereldoorlog, werd voor de geünieerde gelovigen in Wit-Rusland een exarchaat opgericht.
In 1946 werden ze echter opnieuw gedwongen toe te treden tot de oosters-orthodoxe kerk en konden – zoals in Oekraïne – alleen ondergedoken hun geloof beleven.
In 1992 – na het einde van de Sovjet-Uniedictatuur - stond de Wit-Russische regering de vorming van een exarchaat van de geünieerde Kerk toe. In 1993 had paus Johannes Paulus II de intentie de Wit-Russische parochies in te lijven bij het katholieke bisdom Grodno; na hevig protest van de geünieerden ging dit niet door.

## Huidige situatie
De Wit-Russische Grieks-Katholieke Kerk telt ongeveer 7.000 gelovigen; dit is geen 0,1 % van de totale bevolking. Een aantal gelovigen wonen in de Verenigde Staten en Groot-Brittannië.
De kerk heeft geen eigen hiërarchie; als apostolisch visitator werd Mgr. Jan Sergej Gajek aangesteld.
Er zijn 12 parochies met 6 priesters en 3 diakens.